# 군벌

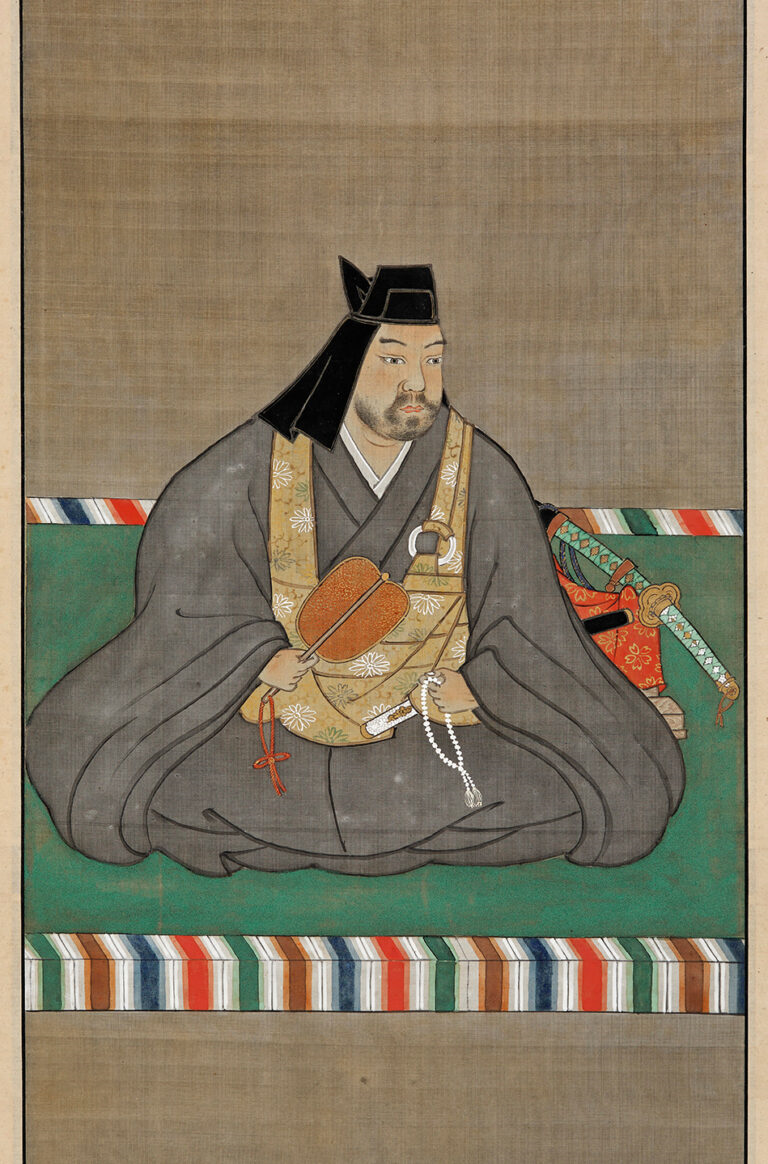
일본 전국시대의 가장 강력한 군벌 중 하나였던 우에스기 켄신.

군벌(軍閥, warlord)은 군대의 상부층이 자기가 가진 군사력을 배경으로, 정부·의회에 대응하여 상대적, 독자적, 정치적으로 막강한 권력을 가진 세력이나 준군사조직을 뜻한다. 이들은 주로 공식적인 지위에 비해 실질적으로 훨씬 큰 권력을 갖고 있을 정도로 무장한 군대를 보유하고 있기 때문에, 특정 지역을 군사적으로 지배할 수 있다.
흔히 군벌주의라는 개념과 함께 쓰인다. 군벌주의라는 용어는 위안스카이의 죽음 이후 중국에서 벌어진 혼란 상태를 묘사하기 위해 처음 도입되었다. 그러나 비슷한 현상은 다른 시대와 국가에서도 흔히 볼 수 있기 때문에 점차 뜻이 넓어졌다. 중국의 삼국 시대나 일본의 센고쿠 시대, 현대의 소말리아와 아프가니스탄에 군벌이 존재한다.

## 개요

### 서양 봉건사회의 개념

#### 계약성
인류사상 저명한 학자 막스 베버는 유럽의 봉건 시대에서 "자국 영토 내에서 힘의 사용에 대한 독점권을 행사"를 정부가 못할 때를 군벌의 예시로 들었었다. 봉건 사회의 국방은 기사, 귀족이 개인 군대를 동원 하겠다는 약속을 하고, 왕관을 지닌 왕이나 여왕이 추가 영토, 수입, 지위 또는 기타 특권을 보장해야하는 협상과 계약에 의해 유지됐다는 견해가 알렉시 드 토크빌, 에릭 홉스봄, 시다 스코치폴의 접근 방식이다. 즉, 계약성을 띄고 있는데, 무력을 갖고 있는 기사, 귀족 계급은 재산과 생명의 안전을 바라며 군사력을 제공하고, 질서를 유지할 상징적 도구인 왕관을 지닌 주군은 야망의 충족과 충성을 바라며 질서를 제공하는 계약 관계에 놓여져 있다. 이론의 배경이 되는 봉건사회는 수많은 사회 세력 집단이 등장하고 멸망한 혼란기였다. 하루가 멀다하고 왕국이 생기고 망하던 사회에서 군신 관계는 계약성이 높을 수 밖에 없었다. 따라서 배경있는 고위층에서만 인물이 나오는게 아닌, 자질과 재능에 초점을 맞춘 인물들이 출현하며, 인재 등용에서 자유롭다. 중국 또한, 춘추 전국 시대부터 초한전쟁기까지 중화문명을 공유하는 여러개 국가로 분열되어 전란을 겪을 때, 인재 등용이 자유로웠고 다양한 사상의 수용이 가능했다. 그러나 통일 왕조가 드러선 이후, 권력의 물갈이가 줄어들고, 권력의 세습화 현상이 벌어진다. 중화 대륙에서 통일 왕조가 비교적 쉽게 드러선 이유는 라인강, 도나우강, 센강, 볼가강등 다양한 강줄기에 오호죽순으로 많은 국가들이 등장하며 경쟁했던 유럽 대륙과 달리, 중화 대륙은 황하, 장강 2개의 강줄기만 대륙을 가로지른다. 강줄기는 문명의 젖줄이며 강 주변에서 문명이 발생하는데, 거대한 영토에 비해, 희소한 강줄기 몇몇에 불과하면 패권을 독점한 통일 왕조가 드러서기 유리하다. 강은 권력과 밀접한 연관이 있으며, 중국의 아주 먼 고대의 신화인 삼황오제에서도 중국의 권력자가 강의 치수 사업을 하는데 노력했다는 언급이 나온다. 2020년 잇달은 역대급 홍수로 인해, 중국 싼샤 댐 붕괴 우려가 났을 때에도, 댐 붕괴가 정권의 붕괴로 이어진다는 시각도 많았었으며, 역대 중국 왕조들도 강이 범람하여 백성들의 삶에 피해를 줄 때, 왕조가 무너진 사건도 있었다. 따라서, 중앙집권화된 국가는 군인과 국가간의 관계를 "충과 효"로 예시를 들 수 있는 사상 개념에 두고 있고, 봉건 단계의 국가는 '계약성'에 국가와 군인의 관계의 근거를 두고 있다.

#### 범주
유럽의 봉건 체제 하에서 귀족은 봉건 영주, 기사, 왕자 또는 남작 여부에 관계없이 지방 영토에 대한 군사적, 경제적, 정치적 통제를 행사하고 그 지위를 유지하기 위해 민간 군대를 유지하는 지역 지도자로 봉사한다는 점에서 군벌이었다. 그들의 영토 내에서 사회 질서, 복지 및 지역 방어를 행사하는 정치적 힘은 군주의 세습 권 또는 칙령에서 파생되었지만 군사력은 독립성과 특권을 위해 협상 할 수 있는 힘을 제공했다. 봉건 영주 또는 다른 귀족이 반란으로 또는 경쟁 왕국과 동맹을 맺기 위해 왕으로부터 그의 지원을 철회한다면, 그 봉건 영주 또는 귀족은 이제 무 정치 군벌주의의 정치적 질서에 귀속되었다. 일본의 경우엔, 천황이라는 국가의 공식적인 군주가 있지만, 실권이 사실상 없다시피하고, 강한 세력을 지닌 쇼군이라는 존재가 발생하여 천황을 명예로서의 군주, 쇼군인 스스로를 실질적인 군주로서 개념을 매겼다. 지방마다 각자 다스리는 영토가 있는 다이묘들은 영주로서 지방 실권을 가졌었다. 즉, 강한 중앙 권력이 지방 권력을 견제하며 상징이 있으나 실권은 없는 명예적인 군주의 대리인으로서 군림한다. 이런 형태의 무관 임시 청정 혹은 군주의 대리인 같은 개념의 통치 형태를 막부라고 불렀는데, 막부는 중국에서 왕을 대신하는 지휘관의 편 진지를 가리키는 말이었으며 일본에서 통치개념화가 된다. 막부 체제를 유지할 중앙 권력이 공백 상태가 되는 경우엔, 봉건 사회의 유럽과 비슷하게 전란기로 돌입하는데, 이는 난보쿠초 시대, 센고쿠 시대가 대표적이다. 전란기에 접근한 뒤엔 군사력을 사용하기 때문에 군벌로서 볼 수 있는 특징과 윤곽이 드러난다.

### 군벌의 기준

#### 발생 원인
인류사상 명령을 내리는 광범위하고 지배적인 정치적 틀이 존재했다. 근대 이전의 국가 역사에서 장군 통치는 부족 또는 친족 관계에 의존하는 경우가 많았으며, 권력 이양 방식은 반란 혹은 세습성을 띄었다. 그 시대에 가장 효율적이었다. 국가의 기초 단계로도 간주된다. 현대시대에서 군벌의 존재는 종종 국가의 약점 또는 실패의 지표로 간주하기도 한다. 미국 역사가 데이비드 G 헤르만은 "군대주의는 인류의 기본 조건"이라고 역설했다. 난보쿠초 시대는 몽골 제국군이 일본을 침공했을 때, 두 차례에 걸쳐 몽골군과 싸워 승리하고 공을 세운 가문들이 있었으나, 세운 공을 칭찬하고 보상하기 위해서 군주는 추가 영토를 줘야 했다. 그러나 홈그라운드에서 침략을 격퇴한 성격에 지나지 않은 전쟁의 성격였고, 따라서 몽골을 격퇴했다 해서 영토가 늘어나지도 않았다. 일본 영토 밖에는 갖고 있는 땅도 없었을 뿐더러 군주는 유공자들에게 보상해줄 수가 없었다. 따라서 전비를 소모하고도 피해를 복구할 수 없고 정치적 욕구를 해소할 수 없는 것에 영주와 사무라이들은 불만이 생긴다. 1세기가 지나지 않아, 전란기가 시작됐고 일본 사회는 난보쿠조 시대로 돌입한다. 이 당시 일본은 인구가 증가했음에도 경제총생산이 늘지 않아 인구를 부양하기 어려운 한계에 봉착했고, 외부로 활로를 찾는다. 이 시기부터 왜구가 동아시아 해안에 들끓게 되며 군벌과 같은 형태도 띄는데, 바이킹과 유사하다.

#### 국가 형태와의 차이점
"인류의 가장 오래된 직업은 건달과 창녀"라는 말이 있듯이, 원시 상태부터 시작할 때의 인간 사회는 사회구성원 개인들이 스스로의 안전을 보호받기 위해 의지를 갖고 행동한다. 장자크 루소의 사회계약론에서도, "인간의 일반의지야말로 주권의 기초이며 법이나 정부도 여기서 나온다."라고 말한다. 원시 사회 단계에서 생활하는 인간들은 열악한 안보(국방)로 인해, 보호받지 못하는 스스로의 생명과 재산을 유지하기 위해, '집단에 의한 폭력'을 갖춘다. 국가가 성립된 사회 단계 이후로 국가가 공인한 군대 외에는 종종 군벌이나 조직폭력배같은 이하 조직으로 여겨진다. 이하 조직과 국가의 정규군의 차이점은 의외로 많지가 않다. 국가에게 공인받은 조직이라는 것과 법과 율령에 따라 행동이 통제된다는 점 여부의 관건 외에는, 조직 운영에 돈이 필요하다는 점, 따라서 세금이나 그와 유사한 형태인 보호비를 걷는다는 점, 전투인원들의 욕구 해소를 위해 편의 관련 복지 제공을 하거나 매음굴을 장려·조성한다는 점에서 유사하다. 집단을 이룬 폭력 집단이라는 점에서 매한가지 똑같다. 이와 맥을 같이 하는 데이비드 G 헤르만의 관점에서 볼 때, 주권의 기초인 개개인들이 자신의 이익을 보장하고 사회를 안정시키기 위해 폭력을 모은 군대를 만들고, 군대의 힘으로 인해 사회의 이익을 보장받음으로서 인류는 '군대'라는 형태의 조직이 가져다주는 편의성과 이익을 신뢰하게 되어, 군대주의 사상이 싹튼다. 그런 의미로, "군대주의는 인류의 기본 조건"이라고 언급하였다.

## 한국의 군벌
한국의 역사에서도 군벌을 찾을 수 있다. 후삼국 시대의 왕건, 궁예, 견훤이 대표적인 예이다.

## 중국의 군벌
중국의 역사에서는 군벌의 수장이 자신의 병력으로 지방을 지배하는 반봉건적인 영주로서의 권력을 행사하는 군벌 시대가 있었다고 한다. 위안스카이, 장쭤린, 돤치루이가 그 대표이다.

## 바이킹과 왜구(해양 군벌)

바이킹이 활동 무대를 삼아 땅을 밟고, 사업을 벌이고, 씨를 뿌린 영토

### 바이킹
루스(Rus) 바이킹이 러시아 땅을 개척해서, 원주민인 슬라브인들의 지배층이 되어 국가를 세우기도 했으며 이는 러시아(Russia)의 어원이다. 미디어에 나오는 것처럼, 바이킹들은 단순한 전사나 폭력 집단에 그치는 것처럼 보이나, 국가를 건국하기도 하고 무역의 주역으로 떠오르기도 했으며, 지역의 중대한 정치를 움직이기도 했던 군벌  세력으로 존립했었다. 가장 번창한 세력은 11C 데인 왕조의 크누트 대왕이다. 오늘날의 영국, 덴마크, 노르웨이, 스웨덴, 아이슬란드에 해당하는 영토를 가졌었다. 이 세력은 단순 전투만이 업무가 아니었고, 지중해 국가들과 북해 국가들의 무역을 중개해주기도 했고, 아메리카 신대륙을 발견하고 개척하는 탐사를 벌인 무리도 있었다.

### 왜구
난보쿠초 시대에 인구가 증가했음에도 경제총생산이 늘지 않아 인구를 부양하기 어려운 모순에 빠진 일본은 약탈 경제에 의존하게 된다. 따라서, 14세기부터 동아시아 해안은 왜구의 활동 무대로 변모한다. 신라가 부정부패와 내부모순으로 국운이 기울어서 백성들의 삶이 피폐해지는 9세기부터 신라구가 많이 활동했으며, 장보고같은 해양 군벌이 등장했지만, 14세기부터는 동아시아 해안에서는 일본 해적, 왜구가 지배적인 세력으로 떠오른다. 1만 이상의 병력의 규모를 가진 아지발도라는 왜구 장수도 군벌로서 고려에서 활동했으며, 아지발도는 이성계에 의해 살해당하기 전까지 젊은 나이에 비해 유능하고 노련한 군사능력으로 고려를 압박하고 유린했었다.

## 같이 보기
- 카우디요
- 금권정치